# Dietrich Bertoldinck
Dietrich Bertoldinck (* im 14. Jahrhundert; † 1387) war ein römisch-katholischer Geistlicher und Domherr in Münster.

## Leben
Dietrich Bertoldinck entstammte einer Familie aus Groenlo im Achterhoek. Das Kapitelstatut vom 21. September 1313 wurde von ihm nachträglich gesiegelt. Als Vikar in Epe tätig, findet er am 15. September 1366 als Rektor der St.-Servatii-Kirche in Münster urkundliche Erwähnung. 1375 ist er als Kanoniker am Alten Dom in Münster und 1377 als Domherr belegt. 1381 wurde Bertoldinck Propst am Alten Dom. Er war Mitglied des Domkalands und des Billerbecker Kalands. Am 23. Februar 1386 machte er sein Testament und bedachte viele Kleriker und kirchliche Einrichtungen.
Am 20. April 1387 eröffneten die Exekutoren Johannes von Bellebrugge und Dietrich von Enschede das Testament.